# Bühlberg
Bühlberg (fränkisch: Bielbärch) ist ein Gemeindeteil des Marktes Ipsheim im Landkreis Neustadt an der Aisch-Bad Windsheim (Mittelfranken, Bayern). Bühlberg liegt in der Gemarkung Eichelberg.

## Geographie
Der Weiler liegt zusammen mit Hoheneck auf einem Hochplateau, dessen höchste Erhebung der Sonnenberg (433 m ü. NHN) ist. Zu allen Seiten fällt es rasch ab, im Westen um nahezu 100 Meter. Im Osten liegt in der Hohenecker Forst das Katzental. Die Kreisstraße NEA 35 verläuft nach Eichelberg (2 km östlich) bzw. nach Ipsheim zur Bundesstraße 470 (2,5 km westlich). Die Kreisstraße NEA 36 führt nach Hoheneck (0,5 km westlich).

## Geschichte
Der Ortsname enthält den Familiennamen Bühl. Der Hof wurde wahrscheinlich von Justin Friedrich Bül gegründet. 1714 wurde der Ort erstmals namentlich erwähnt.
Gegen Ende des 18. Jahrhunderts bestand Bühlberg aus einem Haus. Das Hochgericht übte das brandenburg-bayreuthische Vogtamt Lenkersheim aus. Das Anwesen hatten das Kastenamt Ipsheim als Grundherrn.
Von 1797 bis 1810 unterstand der Ort dem Justizamt Külsheim und Kammeramt Ipsheim. Im Rahmen des Gemeindeedikts wurde Bühlberg dem 1811 gebildeten Steuerdistrikt Ipsheim und der 1817 gebildeten Ruralgemeinde Ipsheim zugeordnet. Mit dem Zweiten Gemeindeedikt (1818) wurde es nach Eichelberg umgemeindet. Am 1. Juli 1972 wurde diese im Zuge der Gebietsreform in Bayern in den Markt Ipsheim eingegliedert.

## Einwohnerentwicklung
| Jahr      | 001818 | 001840 | 001861 | 001871 | 001885 | 001900 | 001925 | 001950 | 001961 | 001970 | 001987 |
| Einwohner | 21     | 39     | 26     | 32     | 36     | 26     | 27     | 18     | 15     | 12     | 6      |
| Häuser    | 5      | 5      |        |        | 6      | 4      | 4      | 4      | 4      |        | 3      |
| Quelle    | [ 12 ] | [ 13 ] | [ 14 ] | [ 15 ] | [ 16 ] | [ 17 ] | [ 18 ] | [ 19 ] | [ 20 ] | [ 21 ] | [ 1 ]  |

## Religion
Der Ort ist evangelisch-lutherisch geprägt und bis heute nach St. Johannes der Täufer (Ipsheim) gepfarrt. Die Katholiken sind nach St. Bonifaz (Bad Windsheim) gepfarrt.